# Euryopis mutoloi
Euryopis mutoloi är en spindelart som beskrevs av Lodovico di Caporiacco 1948. Euryopis mutoloi ingår i släktet Euryopis och familjen klotspindlar.
Artens utbredningsområde är Grekland. Inga underarter finns listade i Catalogue of Life.